# François de Posadas
François de Posadas, né en 1644 à Cordoue et mort en 1713 dans la même ville, était un bienheureux dominicain, prêtre de l'ordre des Prêcheurs. Il a été béatifié le 20 septembre 1817.

## Biographie
Francisco Martín Fernández de Posadas est né le 25 novembre 1644 à Cordoue d'une famille pauvre : ses parents vendent des fruits pour vivre. 
Avec l'aide d'un dominicain et d'un jésuite, il réussit à faire quelques études. Mais sa mère, devenue veuve, se remarie et son beau-père arrête ses études pour lui apprendre un métier auprès d'un maître. Celui-ci le rudoie régulièrement, avant de s'assouplir et de finir par le prendre en amitié. 
En 1661, il demande à entrer dans le couvent des dominicains de Cordoue, mais il est refusé du fait de ses origines sociales pauvres. L'année suivante, il est accepté dans un autre couvent du même ordre : le couvent de la Scala coeli (l'échelle du ciel). Il est ordonné prêtre, puis chargé de la prédication. Il se signale par son talent de prêcheur auprès des pauvres. Très généreux et compatissant, il donne le peu qu'il a aux pauvres, aux malades, aux prisonniers,.
Plusieurs fois, il est proposé à la nomination d'évêque, mais il refuse chaque poste,. 
Il meurt le 20 septembre 1713, il est enterré au couvent Saint-Paul de Cordoue.

## Béatification et postérité
Très vite après sa mort, des démarches sont entreprises pour faire canoniser le père dominicain. Le 4 août 1804 il est déclaré vénérable.
Le pape Pie VII, signe le décret de sa béatification le 20 septembre 1817 ou le 20 septembre 1818,.
François de Posadas est l'auteur de différents ouvrages :
- Triomphe de la chasteté sur les erreurs de Molinos
- la Vie de Saint Dominique de Guzman
- Sermons doctrinaux
- divers Traités de Théologie mystique